# Kion Group
Die Kion Group AG (KION Group) ist ein börsennotierter deutscher Hersteller von Flurförderzeugen mit Hauptsitz in Frankfurt am Main, Deutschland. Seine Hauptprodukte sind Intralogistik, Lagerautomatisierungsgeräte und Flurförderzeuge (Gabelstapler). Die Kion Group wurde 2006 durch die Ausgliederung der Flurförderzeugsparte von Linde gegründet. Gemessen am Umsatz ist sie der weltweit zweitgrößte Hersteller von Gabelstaplern (nach Toyota Industries) und der größte Anbieter in Europa.

## Geschichte

### Gründung und Anfänge
2006 gliederte die Linde AG ihre Staplersparte mit Linde Material Handling, Still und OM Carrelli Elevatori (OM) aus und gründete die Kion Group GmbH. Diese wurde im November 2006 für 4 Mrd. Euro an die Finanzinvestoren Kohlberg Kravis Roberts & Co. (KKR) und Goldman Sachs verkauft.

### Übernahmen und Expansion im Ausland
Im Jahr 2009 wurde das Joint Venture Kion Baoli (Jiangsu) Forklift Co., Ltd. unter der Führung der Kion Group gegründet, dessen Marke Baoli Gabelstapler produziert und vertreibt. Kion erwarb im Mai 2010 die vollständige Managementkontrolle über Kion Baoli.
In Zusammenarbeit mit dem indischen Unternehmen Voltas gründete Kion 2011 das indische Gemeinschaftsunternehmen Voltas Material Handling, das sich auf den indischen Markt konzentriert. Kion erwarb im November 2012 von Voltas die 34%ige Beteiligung an dem Unternehmen, womit Voltas Material Handling vollständig in den Besitz von Kion überging.
Ende August 2012 vereinbarten Kion und der chinesische Nutzfahrzeughersteller Weichai Power eine Anteilsübernahme von 25 % durch das chinesische Unternehmen, während die übrigen Anteile bei KKR und Goldman Sachs verblieben. Zudem gliederte Kion die Hydrauliksparte aus der Linde Material Handling in die rechtlich eigenständige Gesellschaft Linde Hydraulics aus und verkaufte 70 % dieser Anteile an Weichai Power. Ende 2018 hielt Kion noch 10 % der Anteile an Linde Hydraulics.
Im Februar 2013 verkaufte Kion die Produktrechte für Reach Stacker, leere und beladene Containerstapler der Marke Linde, an den finnischen Kranhersteller Konecranes für eine ungenannte Summe.

### Börsengang und weitere Expansion
Am 28. Juni 2013 ging Kion mit bis zu 20 % der Aktien in Streubesitz an die Frankfurter Börse und wurde im September 2014 in den MDAX aufgenommen. Der Streubesitz stieg im Januar 2014 auf rund 30 % und im zweiten Quartal des Jahres auf 40 %. Im weiteren Verlauf zogen sich KKR und Goldman Sachs ganz zurück.
Im September 2014 wurde Voltas Material Handling in Kion India umbenannt und vertreibt seitdem in Indien Gabelstapler mit Elektroantrieb, Verbrennungsmotoren und Lagertechnikprodukte unter den Marken Voltas und Baoli. Das belgische Unternehmen Egemin wurde 2015 übernommen, gefolgt von dem US-amerikanischen Unternehmen Retrotech ein Jahr später.
Für insgesamt 1,9 Milliarden Euro übernahm Kion 2016 den Anbieter für Automatisierung und Lieferketten-Optimierung Dematic, gefolgt von der Verlegung der Konzernzentrale mit rund 200 Mitarbeitern von Wiesbaden in ein neues Entwicklungsgebiet am Frankfurter Flughafen ein Jahr später. 2018 eröffnete Kion den Kion Digital Campus in Frankfurt, wo digitale Projekte entwickelt und umgesetzt werden.
Im Juli 2019 kündigten die Kion Group und BMZ Holdings ein 50/50-Joint-Venture zur Herstellung von Lithium-Ionen-Batterien (80 V, 48 V) für die Stapler der Kion Group in der Produktionsstätte von BMZ an. Im November desselben Jahres eröffnete Kion India eine Produktionsstätte für Diesel- und Elektrostapler sowie für batteriebetriebene Gabelhubwagen und Schubmaststapler auf einer Fläche von rund 25 Hektar in Pune, Indien. Das in Großbritannien ansässige Unternehmen Digital Applications International Limited (DAI) wurde im März 2020 für rund 123 Millionen Euro übernommen.
Im Geschäftsjahr 2020 befanden sich 54,7 % der Aktien im Streubesitz, während Weichai 45,2 % und Kion selbst 0,1 % hielten.

### Jüngere Entwicklungen
Kion eröffnete im Juli 2021 ein Flurförderzeugwerk in Kołbaskowo bei Stettin, Polen, wo Gegengewichtsstapler für alle Marken des Segments Kion Industrial Trucks & Services hergestellt werden. Um die Lieferzeiten zu beschleunigen, wurde ein Jahr später die Produktion anderer Produktreihen, die bisher ausschließlich in Xiamen, China, hergestellt wurden, ebenfalls nach Kołbaskowo verlegt.
Im Dezember 2021 wurde in Jinan, China, für die Kion-Gesellschaften Linde Material Handling und Baoli auf einer Fläche von rund 223.000 Quadratmetern ein Gegengewichtsstaplerwerk mit einem Forschungs- und Entwicklungszentrum, Schulungszentrum und Büroflächen eingeweiht.
Das Unternehmen begann im Mai 2023 in Kahl am Main mit dem Bau eines sechsgassigen und skalierbaren Hochregallagers in Silobauweise mit ca. 24.000 Palettenstellplätzen.

## Unternehmensstruktur
Im Geschäftsjahr 2023 hatte die Kion Group AG rund 2.000 Vertriebs- und Servicestandorte in über 100 Ländern, beschäftigte durchschnittlich 42.325 Mitarbeiter und erwirtschaftete einen Konzernumsatz von 11,43 Milliarden Euro. Das Unternehmen betreibt Werke sowie Forschungs- und Entwicklungszentren in Europa, Nord- und Südamerika, Asien und Australien.
Kion ist mit 25 Tochtergesellschaften in Deutschland und 107 Tochtergesellschaften im Ausland vertreten.

## Produkte und Märkte
Die Kion Group ist ein Anbieter von Flurförderzeugen und Lieferkettendienstleistungen. Ihr Angebot umfasst Flurförderzeuge wie Gabelstapler und Lagertechnikgeräte sowie integrierte Automatisierungstechnologien.
Die Produkte des Unternehmens werden unter sechs Marken vertrieben: Dematic bietet Produkte für den automatisierten Materialfluss für Lieferketten- und Automatisierungsprozesse an; Linde und Still bedienen den Markt für Flurförderzeuge in einer höheren Preiskategorie; Baoli konzentriert sich auf das Economy-Segment; Fenwick ist der größte Anbieter von Flurförderzeugen in Frankreich und OM Voltas bedient den indischen Markt als führender Anbieter von Flurförderzeugen.

## Forschung und Entwicklung
Kion ging im August 2020 eine strategische Partnerschaft mit Quicktron Intelligent Technology Co., Ltd, einem chinesischen Hersteller von autonomen mobilen Robotern, ein, die neben dem weltweiten Vertrieb von Quicktron-Produkten durch Kion die gemeinsame Entwicklung von automatisierten Fahrzeugen vorsieht.
Im Oktober 2021 lizenzierte Kion eine vom Fraunhofer IML in Dortmund entwickelte, mit KI ausgestattete autonome Fahrzeugflotte für die Sortierung und Distribution und arbeitet seitdem an deren Weiterentwicklung mit.
Kion und die Technische Hochschule Aschaffenburg präsentierten im Dezember 2023 die Ergebnisse eines Forschungsprojekts zur Nutzung autonomer Gegengewichtsstapler mit elektrohydraulischer Lenkung.

## Nachhaltigkeit
Seit Anfang 2023 entwickelt und produziert das Unternehmen im Bereich der Wasserstoffantriebe Brennstoffzellensysteme für die eigenen Flurförderzeuge. Im selben Jahr begann Kion mit der Produktion eines 24-Volt-Brennstoffzellensystems für Flurförderzeuge sowie dem Bau einer staatlich geförderten Wasserstofftankstelle mit Elektrolyseur.
Im Rahmen der „Kion 2027 Strategie“ verpflichtete sich das Unternehmen im Juli 2023 zur Science Based Targets Initiative (SBTi) mit dem Ziel, bis spätestens 2050 emissionsfrei zu sein.
Die Tochtergesellschaft Kion Battery Systems in Karlstein am Main stellt Lithium-Ionen-Batterien für die Elektro-Flurförderzeuge der Marken Linde MH, Fenwick, Still und Baoli her und fertigt automatische Lagerbetriebe. Im September 2023 startete Kion gemeinsam mit der Li-Cycle Holding Corp. ein umweltfreundliches Lithium-Ionen-Batterie-Recyclingprogramm in Magdeburg, mit dem bis zu 95 % der wertvollen Mineralien und Materialien der Batterien zurückgewonnen werden sollen. Nach eigenen Angaben will Kion auf diese Weise bis zum Jahr 2030 bis zu 5.000 Tonnen Batteriematerialien recyceln.